# Eskilstuna län
Eskilstuna län var ett eget fögderi som fanns från när Eskilstunahus stod färdigt omkring 1530. Slottsfögderiet omfattade tidigt närområdet, bland annat de områden som tillhört Eskilstuna kloster, för att i perioden 1556–1562 även omfatta Fors, Torshälla och Gillberga socknar. 1539 och 1541 förlänades Västerrekarne härad respektive Österrekarne härad till Sten Eriksson (Leijonhufvud) och de häraderna låg då inte längre under Gripsholms läns fögderi. När denna förläning återkallades 1546 tillsattes för området en egen fogde för även de oförlänta delarna, och området, omfattande huvuddelen av häradena, börjar då benämnas Eskilstuna län. Mellan 1556 och 1558 låg även Villåttinge härad inom detta fögderi/län, vilket åter gällde 1573–1588. Mellan 1556 och 1610 tillhörde Västerrekarne Kungsörs län och då utanför detta län.
Efter länsreformen 1634 när Nyköpings län (Södermanlands län) bildades fortsatte länet som livgeding i Maria Eleonoras livgeding till 1655 och som en del av Hedvig Eleonoras livgeding vilket bildades 1660 och varade till 1715. Länet uppgick i Nyköpings län 1719. Domsagan för det området inom Södermanland fick namnet Gripsholms, Rävsnäs och Eskilstuna läns domsaga. Mellan 1714 och 1718 fanns en separat domsaga för de två häraderna benämnd Eskilstuna läns domsaga.